# Бюлент Еджевит
Мустафа Бюлент Еджевит (на турски: Mustafa Bülent Ecevit) (роден на 28 май 1925 в Истанбул; умира на 5 ноември 2006 г. в Анкара) е турски журналист, поет, политик и бивш министър-председател на Република Турция.
Бюлент Еджевит изкарва 5 мандата като министър-председател на Република Турция. Народен представител в 21-во велико народно събрание, 18-и министър-председател в Народно събрание. Еджевит със своите идеи и практики е сред най-важните лица в турския политически живот през 20 век.
Депутат в 11-о и 12-о велико народно събрание в Анкара, 13-о, 14-о, 15-о, 16-о и 19-о в Зонгулдак, 20-о и 21-во в Истанбул. През 1961 г. става член на Учредителното събрание, член на Камарата на представителите, лидер на Републиканската народна партия и председател на Демократичната лява партия. Заема длъжности министър на труда, заместник министър-председател и министър-председател, но поради липса на висше образование не е бил номиниран за президентския пост.

## Семейство и образование
Бюлент Еджевит е роден в Истанбул на 28 май 1925 г. Наречен е на дядо му Мустафа Шукру. Баща му Ахмет Фахри Еджевит е роден в Кастамону, работил като професор по съдебна медицина в юридическия факултет в Анкара. По късно А. Фахри Еджевит навлиза в политиката и през 1943 – 1950 г. става депутат от Републиканска народна партия (СНР – Джумхуриет Халк Партиси). Майка му Фатма Назлъ е родена в Истанбул и е една от първите жени в Турция, която рисува професионално.
През 1944 г. завършва един от най-престижните висши училища в Истанбул – „Робърт колеж“, и през същата година започва да работи като преводач в Генералната дирекция по печата. През 1946 г. сключва брак с Рахшан Арал Еджевит, с която се познават още от ученическите си години. Първо се записва да учи в Юридическия факултет и после в Историко-географския факултет към Анкарския университет, но не успява да завърши висшето си образование. В периода 1946 – 1950 г. работи в турското посолство в Лондон. През 1950 г. започва работа като редактор във в. „Улус“, който е популистки вестник на Републиканската народна партия. След време издаването на вестника е преустановено от Демократическата партия, но Еджевит продължава да работи като редактор на вестниците „Йени Улус“ и „Халкчъ“. През януари 1954 година става член в Демократичната народна пария.
През 1955 г. заминава за град Уинстън-Салем, Северна Каролина, САЩ и работи в списание The Journal and Sentinel като гост-журналист. През 1957 г. със стипендия на Рокфелеровата фондация отново заминава в САЩ, където прави проучвания в сферите на социалната психология и за историята на Близкия изток в Харвардския университет. Заедно с Улоф Палме и Бертран Ръсел участва в антикомунистически семинар.

## Политическа кариера
Еджевит е избран в Парламента на Република Турция през 1957 г. Между 1960 и 1961 г. е член на Парламента. Бил е министър на труда между 1961 и 1965 г. – допринася за признаването на правото на стачка и колективни трудови договори. През 1966 г. става главен секретар на Републиканската народна партия. През 1971 г. подава оставка от поста в знак на протест в подкрепа на преходното правителство, установено с военна намеса.
През дългогодишния си политически живот Еджевит, лидер на Демократическата лява партия в Турция, преживява 3 военни преврата – на 27 май 1960 г., на 12 март 1970 г. и на 12 септември 1980 г., като политик и депутат в парламента, и оцелява при 2 атентата – единият през 1977 г. в Измир преди парламентарните избори, а другият – в Ню Йорк. Опит за атентат срещу него на истанбулския площад „Таксим“ е предотвратен след личната намеса на тогавашния министър-председател Сюлейман Демирел.
Символични за личността на Еджевит са именно изборите през 1977 г., когато създава правителство на малцинството при получени само 41,4% от гласовете. Правителството е бламирано и Сюлейман Демирел създава второто правителство на Националния фронт. За да свали това правителство, Еджевит предприема акция с „11 депутати, които нямат дългове от хазарт“. В мотел край Истанбул се среща с въпросните 11 депутати от Партията на справедливостта на Сюлейман Демирел и с тяхна подкрепа сваля второто правителство на Националния фронт. 10 от тези 11 депутати след това стават министри в третото правителство на Еджевит.
5-те му мандата на министърпредседателския пост са свързани с ключови събития в новата история на Турция, сред които навлизането на турски военни части на остров Кипър през 1974 г. Той става особено известен с решението си на 20 юли 1974 г. да разреши дебаркирането на части на турската армия в Кипър след преврат на гръцки националисти срещу тогавашния кипърски президент архиепископ Макариос. В резултат на операция „Атила“ турската армия окупира проспериращите дотогава северните части на Кипър. Малко по-късно е създадена непризнатата Севернокипърска турска република. Оттогава Кипър е разделен на турска и гръцка част.
След държавния преврат от 1980 г., начело с генерал Кенан Еврен, Еджевит е затворен и отстранен от активната политика за цял живот, заедно с други политически лидери от времето. На референдум през 1987 г. е отменана доживотната му забрана да участва в политиката и той става председател на Демократичната лява партия (турски: Демократик Сол Партиси, DSP), наследява позицията от жена си, Рахшан Еджевит. Неговата партия не успява да влезе в Народното събрание на изборите на 1987 г. (а чак през 1991 г.) – въпреки че успява да премине изборната бариера печели само 7 места в парламента. Съдбата на DSP се променя след изборите от 1995 г., когато партията печели 75 места (от общо 550).
Другият връх в кариерата на Еджевит е осъществената успешно през 1999 г. голяма международна операция за залавянето в Кения на издирвания в продължение на 15 години лидер Абдуллах Йоджалан на забранената терористична Кюрдска работническа партия (ПКК). През същата година той осъществява и друга четвъртвековна мечта на просветски настроения политически елит. На Европейския съвет в Хелзинки през декември 1999 г. Турция е официално призната за страна-кандидатка за членство в ЕС.
Правителството на Еджевит предприема редица реформи, насочени към стабилизиране на икономиката на Турция в подготовката за преговорите за присъединяване към Европейския съюз. Въпреки това краткосрочните икономически проблеми пропукват неговата коалиция и партия, поради което се провеждат нови избори през 2002 го. Влошеното здравословно състояние на Еджевие не му позволява отново да влезе активно във властта и впосследствие доброволно се оттегля от политическия живот през 2004 г.

## Смърт
С напредването на възрастта здравето му постепенно се влошава. По това време въпреки предупрежденията на лекарите, Еджевит настоява да присъства на погребението на загиналия при атака срещу Държавния съвет Юджел Юзбилгин на 19 май 2006 г. След погребението здравето на Еджевит се влошава и същата нощ получава мозъчен кръвоизлив. Дълго време остава в интензивното отделение. 172 дена, след като изпада в кома, на 5 ноември 2006 в 22:40 часа умира в резултат на кръвоносна и дихателна недостатъчност, без да дойде в съзнание, във Военномедицинска академия „Гюлхане“.
Бюлент Еджевит е погребан на 11 ноември 2006 в мемориалния комплекс за видни държавни личности в Анкара. Комплексът е изграден по решение на военния режим след последния военен преврат в страната от 1980 г., като е завършен окончателно през 1988 г. Според закона в него се погребват „президентите на Република Турция, близките другари по оръжие на Ататюрк и военните командири, участвали във войната за независимост, на длъжност командир на дивизия и по-висока“.

### Поезия
- Işığı Taştan Oydum (Издълбах светлина в камъка) (1978)
- El Ele Büyüttük Sevgiyi (Издигнахме любовта хванати за ръце) (1997)

### Публицистика
- Ortanın Solu (Вляво от центъра) (1966)
- Bu Düzen Değişmelidir (Системата трябва да се промени) (1968)
- Atatürk ve Devrimcilik (Ататюрк и революционерството) (1970)
- Kurultaylar ve Sonrası (Конгресите на партиите и след това) (1972)
- Demokratik Sol ve Hükümet Bunalımı (Демократичната левица и кризата в управлението) (1974)
- Demokratik Solda Temel Kavramlar ve Sorunlar (Основни понятия и проблеми на демократичната левица) (1975)
- Dış Politika (Външната политика) (1975)
- Dünya-Türkiye-Milliyetçilik (Светът-Турция-Национализмът) (1975)
- Toplum-Siyaset-Yönetim (Общество-Политика-Управление) (1975)
- İşçi-Köylü El Ele (Работници и селяни ръка за ръка) (1976)
- Türkiye / 1965 – 1975 (Турция / 1965 – 1975) (1976)
- Umut Yılı: 1977 (Година на надеждата: 1977) (1977)

|  | Тази страница частично или изцяло представлява превод на страницата Bülent Ecevit в Уикипедия на турски. Оригиналният текст, както и този превод, са защитени от Лиценза „Криейтив Комънс – Признание – Споделяне на споделеното“, а за съдържание, създадено преди юни 2009 година – от Лиценза за свободна документация на ГНУ. Прегледайте историята на редакциите на оригиналната страница, както и на преводната страница, за да видите списъка на съавторите. ВАЖНО: Този шаблон се отнася единствено до авторските права върху съдържанието на статията. Добавянето му не отменя изискването да се посочват конкретни източници на твърденията, които да бъдат благонадеждни. |